# Lichomolgus furcillatus
Lichomolgus furcillatus är en kräftdjursart som beskrevs av Tord Tamerlan Teodor Thorell 1859. Lichomolgus furcillatus ingår i släktet Lichomolgus, och familjen Lichomolgidae. Arten är reproducerande i Sverige.